# 仁平拓海
仁平拓海（にひら たくみ、1994年6月20日 - ）は、日本のバスケットボール選手。北海道出身。岩手ビッグブルズ所属。
洛南高校、日本大学を経て特別指定選手として2017年に群馬クレインサンダーズ入団。その後、バンビシャス奈良、アースフレンズ東京Zを経て現在は岩手ビッグブルズに所属している。